# Konrektors Gård
Konrektors Gård er en bygning placeret i Sct. Mogens Gade 29 i Viborg. Den er opført år 1757 af konrektor Jessen. Bygningen har været fredet siden 1918. 
Bygningen er etableret i to stokværk. Det øvre stokværk blev omkring år 1835 til en 3-fags kvist. I 1991 blev forhuset og de bagvedliggende huse totalrestaureret. 